# Ioan Biriș

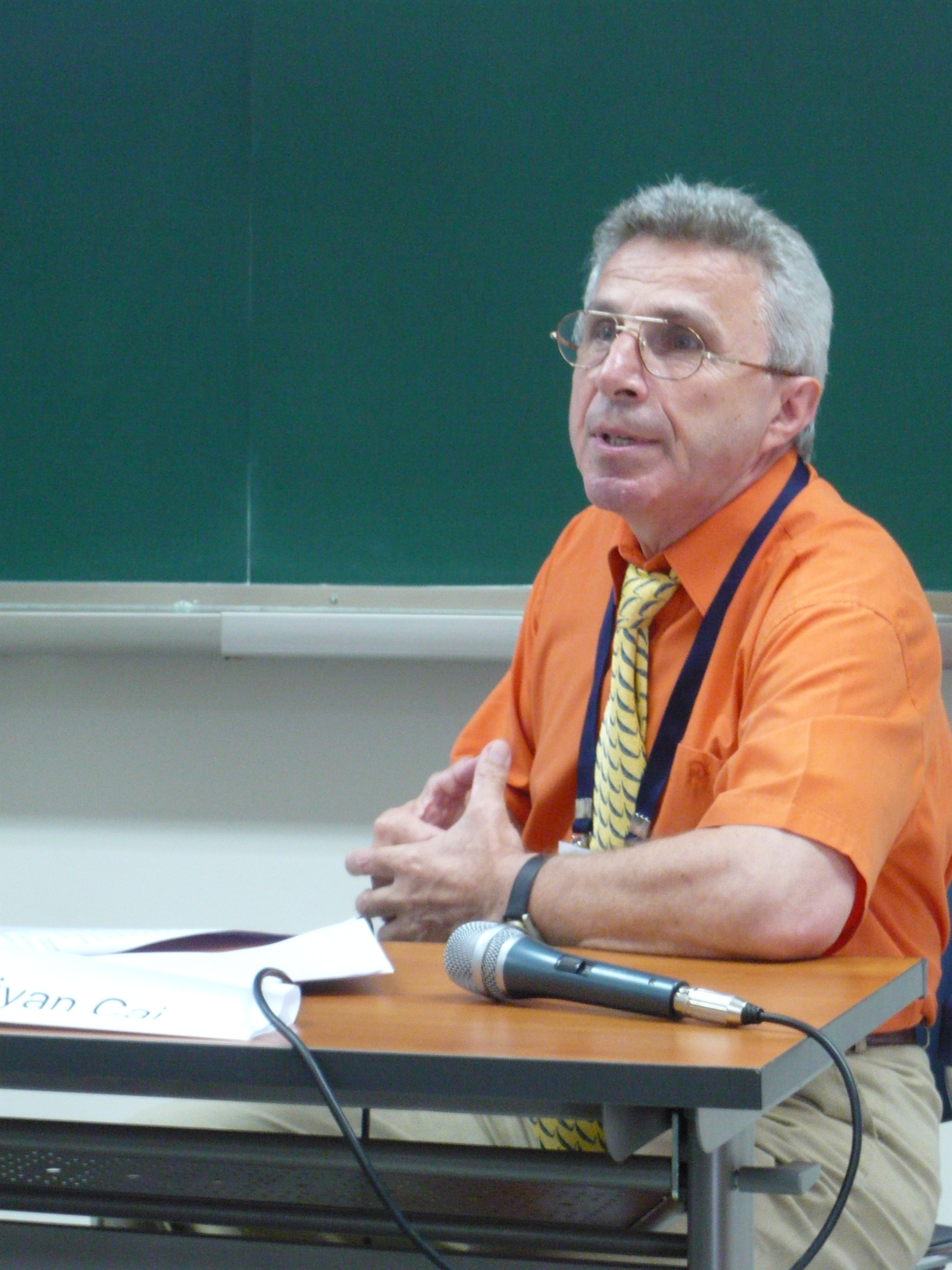
Prezentare la Congresul mondial de filosofie de la Seul 2008

Ioan Biriș este un filosof român, profesor la Universitatea de Vest din Timișoara, Departamentul de Filosofie și Științe ale comunicării. Arii de interes: filosofie analitică, ontologie, filosofia științei și logică aplicată.

## Date biografice
Licențiat în filosofie la Universitatea „Babeș-Bolyai” din Cluj-Napoca, seria 1976, linie secundară de studii în sociologie. Are un doctorat în filosofie (1989) și un doctorat în sociologie (2000). Bursier la Universitatea din München, Institut für Philosophie, Logik und Wissenschaftstheorie (1996). Stagii de specializare-documentare la Academia din Praga (1981), Universitatea din Padova (2001; 2002; 2003), Universitatea din Dijon (2007; 2008). Conducător de doctorat în filosofie (din 2004). Professor „Jean Monnet” (2001). Professor asociat la Universitatea din Padova, Masterat INTESA (2007–2009). Șef catedră Filosofie, Universitatea de Vest din Timișoara (2003–2004); Decan al Facultății de Științe Politice, Filosofie și Științe ale Comunicării, Universitatea de Vest din Timișoara (2004–2008); Director al Școlii doctorale de Filosofie, Universitatea de Vest din Timișoara (2005–2013); Director al Institutului de Cercetări Social Politice, Universitatea de Vest din Timișoara (2005–2008); Președinte al Comitetului de Istoria și Filosofia Știnței și Tehnicii, Academia Română, Filiala Timișoara (2005–2014).

## Operă

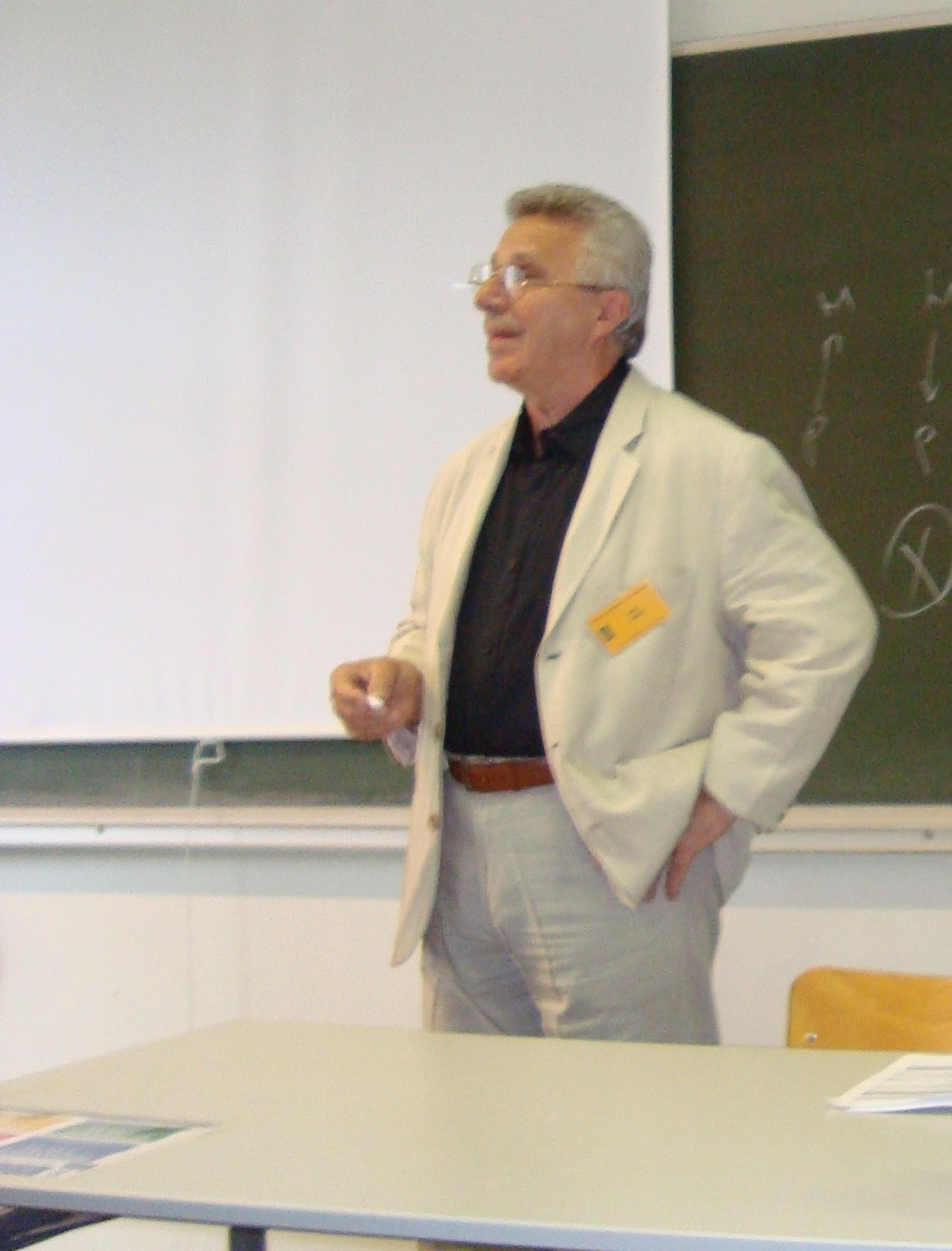
Prezentare la Congresul ASPLF - Bruxelles-Louvain-la-Neuve 2012

### Cărți
- Filosofia și logica științelor sociale, Editura Academiei Române, București, 2014.
- Conceptele științei, Editura Academiei Române, București, 2010.
- Rolul imaginarului în cunoașterea științifică (ed.), Editura Universității de Vest, Timisoara, 2009.
- Conceptele științelor sociale. Modele și aplicații (ed.), Editura Universității de Vest, Timisoara, 2008.
- Totalitate, sistem, holon (ediția a doua, completată), Editura Universității de Vest, Timișoara, 2007.
- Societate și comunicare culturală (ed.), Editura Tehnică, București, 2006.
- Sociologia civilizațiilor, Editura Dacia, Cluj-Napoca, 2000.
- Valorile dreptului și logica intențională, Editura Servo-Sat, Arad, 1996.
- Istorie și cultură, Editura Dacia, Cluj-Napoca, 1996.
- Totalitate, sistem, holon, Editura Mirton, Timișoara, 1992.

### Studii (selecție)

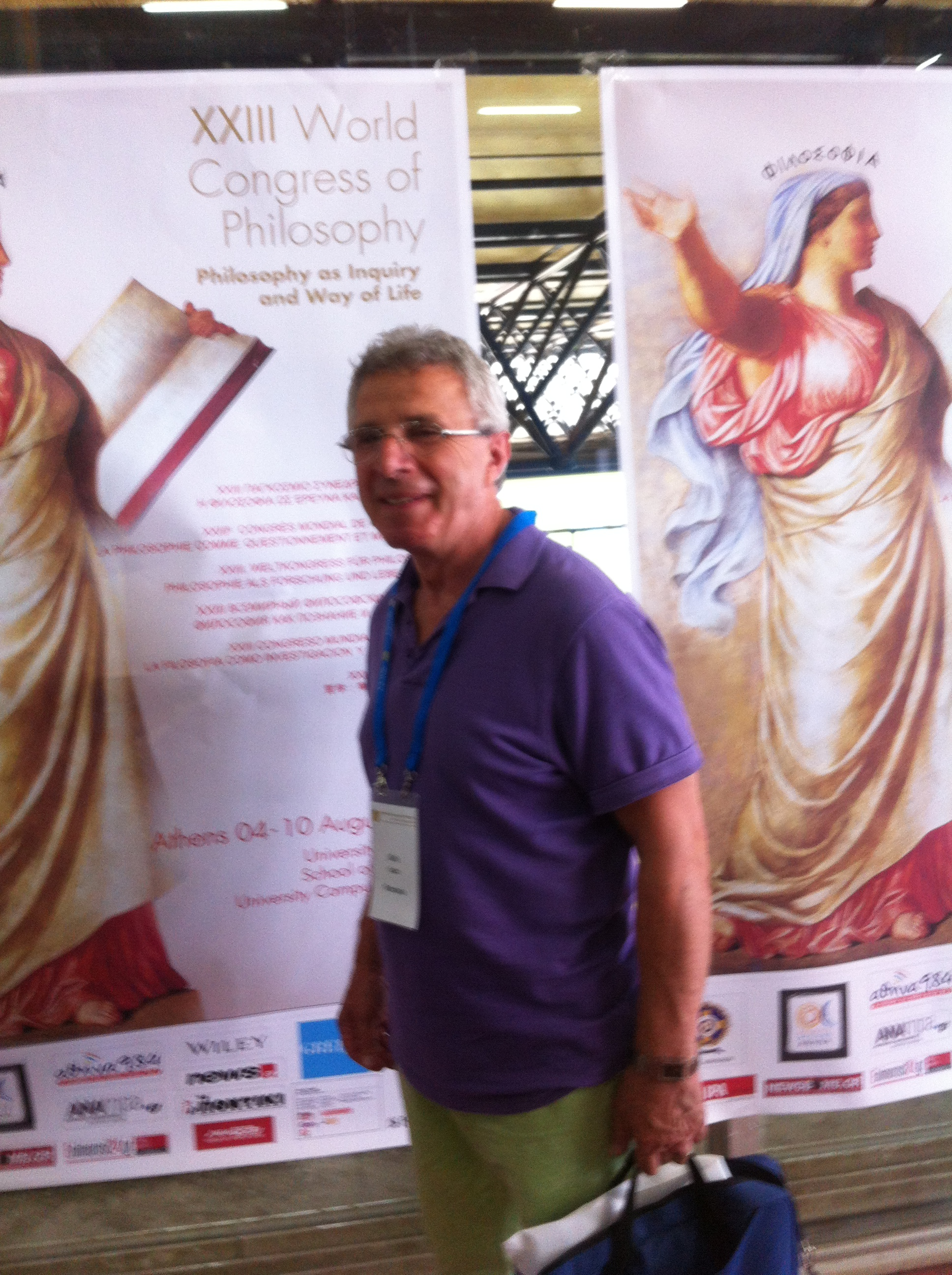
La Congresul mondial de filozofie, Atena, 2013

- „Partea și întregul. Filosofie sau știință?”, în Revista de filosofie, nr. 2, 2014, Editura Academiei Române, București, 2014.
- „Noua logică și teoriile științifice”, în Probleme de logică, vol. XVII, Editura Academiei Române, București, 2014.
- „L’identité symbolique et la logique partitive des valeurs spirituelles”, in vol. XXIII World Congress of Philosophy, Athens, 2013.
- „The Moral Values and Partitive Logic”, in vol. Valentin Mureșan and Shunzo Majima (eds), Applied Ethics. Perspectives from Romania, Hokkaido University, 2013.
- „The history of thinkers or the history of ideas? Michael Dummett’s model”, in vol. International Workshop on the Historiography of Philosophy: Representations and Cultural Constructions 201, Elsevier, 2013.
- „On the logical Form of institutional Creation from John Searle’s Perspective” in vol. Georgeta Rață, Patricia-Luciana Runcan, Michele Marsonet (eds.), Applied Social Sciences: Philosophy and Theology, Cambridge Scholars Publishing, 2013.
- „Le statut ontologique de la citoyenneté. La perspective de John Searle”, in vol. XXXIV-eme Congres de l’ASPLF,  Bruxelles-Louvain la Neuve, 2012.
- „The Relation of Similarity and the Communication of Science”, în Balkan Journal of Philosophy, vol. 4, No. 1, 2012.
- „Religious Violence and the Logic of Weak Thinking: between R. Girard and G.   Vattimo”, in Journal for the Study of Religions and  Ideologies, vol. 11,  32, 2012.
- „Scientific Knowledge and Problem of Significance”, in vol. Teodor Dima, Dan Sîmbotin (eds.) Knowledge and Action within the Knowledge Based Society, Institutul European, Iași, 2011.
- „La signification performative et l'holisme pratique”, in vol. XXXIII-eme Congres de l’ASPLF, Venise, 2010.
- „The Formal  Structure of  Experience  in Carnap’s  Aufbau”, in Balkan Journal of Philosophy, vol. 2, No 2, 2010.
- „On the logic of religious terms”, in Journal for the Study of Religions and Ideologies, volume 8. nr 22, Spring 2009.
- „La specificite des concepts des sciences sociales”, in vol. XXII World Congress of Philosophy, Seul, 2008.
- „Le rapport identite-difference et la conjonction collective. Aspects logiques” in vol. XXXI-eme Congres de l’ASPLF, Budapest, 2006.

- „Reflexion et défi des limites de la pensée logique-scientifiques”, XXXe Congrès de l’ ASPLF, Nantes, France, 2004.
- „Prééminence de la nature ou prééminence de l’histoire? Galilée et Vico” în vol. Esprits modernes, Etudes sur les modèles de pansée alternatifs aux XVIe-XVIIe siècles, Editura Universității din București, 2003.
- „Totalité et integration ontologique” XXI st World Congress of Philosophy, Istanbul, 2003.
- „Formés de rationalité dans l′ integration culturelle”, in Avenir de la raison, devenir des rationalites, XXIX-ème Congrès de l′A.S.P.L.F., Nice, France, 2002.
- „La fonctionnalite’ de l’idee de “champ”dans les sciences sociales”, Twentieth World Congress of Philosophy, Boston, 1998.
- „L’Ecole de Munich et la theorie structuraliste de la science”, în Analele Universității din Timișoara, Seria Filosofie, VII, 1995.
- „Zeitliche Simultaneit at und religiose Zeit bei Kant”, în Revue Roumaine de Philosophie, nr.1-2, 1994.

## Traduceri
- Michael Dummett, Originile filosofiei analitice, Editura Dacia, Cluj-Napoca, 2004.

## Premii și distincții
- Professor „Jean Monnet”, 2001.
- Ordinul „Meritul pentru învățământ” în grad de ofițer, 2004, Președinția României.
- Premiul JSRI (Journal for the Study of Religions and Ideologies), 2004.
- Premiul „Mircea Florian” al Academiei Române pentru volumul Totalitate, sistem, holon, 2007.
- Diplomă de excelență, Universitatea de Vest din Timișoara, 2010.
- Premiul Consiliului National al Cercetarii Stiintifice, România, 2012.
- Diplomă de excelență SACRI (Societatea Academică de Cercetare a Religiilor și Ideologiilor), 2014.

## Afilieri
- Association for Foundations of Science, Language and Cognition (NewYork/Warszaw).
- Association des Societes Philosophiques de Langue Francaise (ASPLF).
- Societatea Română de Filosofie.
- Societatea Română de Filosofie Analitică.
- Societatea Kant din România.
- Comitetul Român de Istoria și Filosofia Științei și Tehnicii (CRIFST), Academia Română.

## Membru în comitete editoriale
- Revue Roumaine de Philosophie, Academia Română.
- Journal for the Study of Religions and Ideologies.
- Noesis, Academia Română.
- Revista de filosofie, Academia Română.
- Journal for Communication and Culture.
- Hypothesis. Interdisciplinary Journal of Philosophy, and Social and Political Sciences, Universitatea de Vest din Timișoara.